# Kenzie Ruston
Pour les articles homonymes, voir Ruston.
Kenzie Ruston Hemric, née le 12 octobre 1991 à El Reno (Oklahoma), est une femme pilote automobile américaine sur circuits, à bord de monoplaces.
Kenzie Ruston commence sa carrière professionnelle de course de stock-car dans la série ARCA Racing 2011, conduisant quatre courses pour Venturini Motorsports. Elle concoure ensuite en tant que membre de NASCAR Drive for Diversity dans la K&N Pro Series East, où elle concoure pendant trois saisons (2013-2015). Son meilleur résultat sur une course a lieu en 2014 à l'Iowa Speedway, où elle termine deuxième.

## Biographie

### Jeunesse
Kenzie Ruston joue d'abord au volleyball au lycée avant de décider de se concentrer sur la course automobile à temps plein avant sa dernière année ; elle commence à piloter des voitures Bandolero au Texas Motor Speedway (TMS) à l'âge de 14 ans. Deux années plus tard, elle passe à la course automobile sur le circuit Legends, concourant dans les divisions Semi-Pro et Young Lions de la piste, terminant troisième de la Winter Series de cette dernière. De plus, elle participe au Summer Stampede de TMS, terminant deuxième et dans le top dix du Summer Shootout de Charlotte Motor Speedway.
À l'âge de 17 ans, Kenzie Ruston déménage en Caroline du Nord. En 2009, elle remporte la Winter Series de TMS, le Summer Stampede et le prix du pilote de l'année sur piste, ainsi que le championnat américain sur asphalte Legends, la première femme à remporter le titre. L'année suivante, elle se met à piloter avec des modèles très récents, terminant 12e au championnat de la division sud de la série PASS.

### Courses de stock-car
En 2011, Ruston commence à concourir dans des courses de stock-cars. Elle participe à quatre courses ARCA Racing Series avec l'écurie Venturini Motorsports, faisant ses débuts au Toledo Speedway dans la Toyota n°25 et termine 10e. Elle passe au n°55 pour trois courses supplémentaires, terminant 10e, 12e et 26e. Au cours de l'année, elle participe également à la Champion Racing Association, gagnant au Lucas Oil Raceway à Indianapolis. En décembre, elle participe au Snowball Derby au Five Flags Speedway pour Jeff Fultz, terminant 31e après une chute au tour 145.

### NASCAR

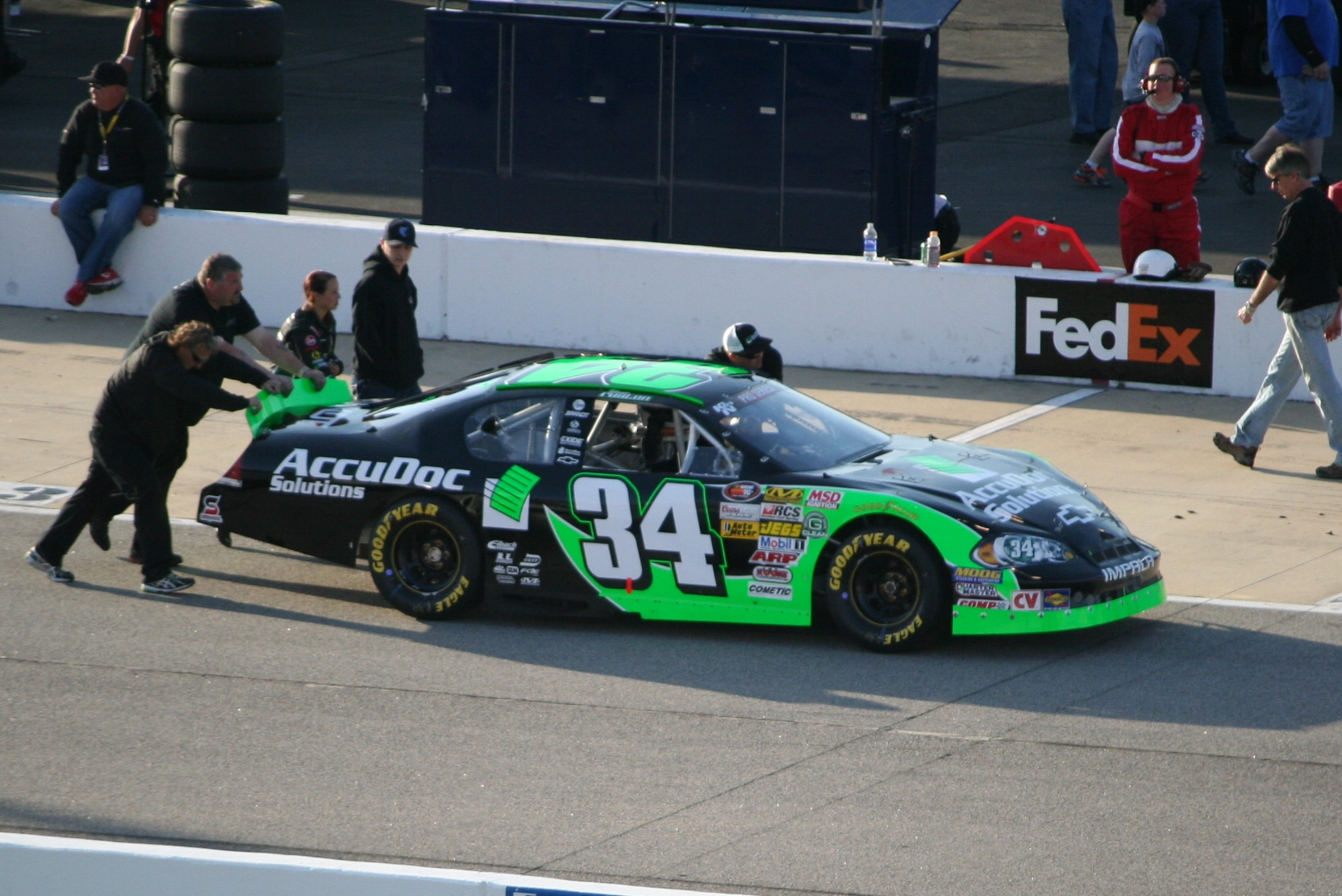
Ruston's No. 34 car à Richmond International Raceway en 2013

En 2013, Ruston est signée avec Turner Scott Motorsports pour participer à la saison 2013 K&N Pro Series East, et en juin, elle est nommée membre du programme NASCAR Next, la première femme à rejoindre le programme. Elle termine l'année avec quatre « Top 5 », dont une meilleure troisième place au Greenville-Pickens Speedway, et termine la saison sixième au classement général par points.
Le 26 janvier 2015, Ruston est annoncé comme membre de la liste 2015 Drive for Diversity, rejoignant l'écurie Rev Racing pour la saison 2015 complète de NASCAR K&N Pro Series East. Elle termine 11e au classement par points, avec une meilleure sixième place au Motordrome Speedway.

## Vie privée
Son père est Darren Ruston, ancien coureur de moto tout-terrain dans l'Oklahoma, tandis que son beau-grand-père, Jerry Morrison, est un pilote de piste sur terre battue dans l'Oklahoma.
Le 26 janvier 2015, la native d'El Reno en Oklahoma se fiancie au pilote de Camping World Truck Series, Daniel Hemric. Ils se marient le 7 janvier 2017 et ont ensemble une fille née en 2020, et un garçon né en 2022.

## Résultats dans le sport automobile

### Résumé
| Saison | Séries              | Équipes                  | Courses | Victoire | Top 5s | Top 10s | Pôles | Points | Position |
| ------ | ------------------- | ------------------------ | ------- | -------- | ------ | ------- | ----- | ------ | -------- |
| 2011   | ARCA Racing Series  | Venturini Motorsports    | 4       | 0        | 0      | 2       | 0     | 635    | 35e      |
| 2013   | K&N Pro Series East | Turner Scott Motorsports | 14      | 0        | 4      | 6       | 0     | 459    | 6e       |
| 2014   | K&N Pro Series East | Ben Kennedy Racing       | 16      | 0        | 3      | 7       | 0     | 522    | 9e       |
| 2015   | K&N Pro Series East | Rev Racing               | 13      | 0        | 0      | 4       | 0     | 408    | 11e      |

### NASCAR

#### K&N Pro Series East
| 2013 | Turner Scott Motorsports | 34 | Chevy  | BRI 11 | GRE 3  | FIF 5  | RCH 19 | BGS 4  | IOW 26 | LGY 12 | COL 8  | IOW 5  | VIR 12 | GRE 8  | NHA 20 | DOV 13 | RAL 11 |        |        | 6e  | 459 | [ 13 ] |
| 2014 | Ben Kennedy Racing       | 96 | Chevy  | NSM 6  | DAY 6  | BRI 22 | GRE 12 | RCH 35 | IOW 13 | BGS 8  | FIF 4  | LGY 3  | NHA 14 | COL 12 | IOW 2  | GLN 9  | VIR 11 | GRE 12 | DOV 14 | 9e  | 522 | [ 14 ] |
| 2015 | Rev Racing               | 4  | Toyota | NSM 10 | GRE 14 | BRI 27 | IOW 15 | BGS 9  | LGY 12 | COL 10 | NHA 16 | IOW 22 | GLN 18 | MOT 6  | VIR 14 | RCH 22 | DOV 13 |        |        | 11e | 408 | [ 15 ] |

## Liens connexes
- Liste de femmes pilotes de NASCAR